# 今夜は楽しまナイト
今夜は楽しまナイト(こんやはたのしまナイト)とは、かつて衛星デジタルラジオ、ミュージックバードで放送されていたバラエティ番組である。また、ミュージックバードのコミュニティ放送向けチャンネルを再送信している一部のコミュニティ放送局でも同時生放送されていた。

## 概要
当初は、コミュニティ放送局向け「東京発のトレンディ情報発信番組」を標榜していたが、次第にパーソナリティを通じてリスナー同士がファクシミリやハガキ（後にメールを導入）で交流する番組に変貌し、最盛期には各地でオフ会や公開放送が行われる人気番組となった。

## 放送期間
1997年4月1日 - 2004年9月30日
平日22:00 - 23:55（JST）
- 放送開始当初は22:30 - 24:00（JST）。1998年10月から、22:00 - 24:00の2時間番組となる。

## 放送形式
JCSAT-2Aによる非圧縮音声放送（PCM）。

## パーソナリティ
- HARRY
- KOUSAKU
- 日向リオ(1997.4～1998.9）
- 星野大輔
- 日替わりゲスト
- ディレクターのフシミ（フッシー）
- 祝日限定パーソナリティ（放送開始からしばらくの間、祝日限定で主にTFMアナウンサーがパーソナリティとして登場していた）

## 番組テーマソング
エンディングテーマ「この星空を越えて（古家学）」
通販限定販売だったが公開収録の際にも発売された。後述の復活編でも使用している。

## 番組をネットしていた放送局
北海道FMわっぴー、FMはまなす、FMねむろ、FM小樽
青森県ジャイゴウェーブ
秋田県FMゆーとぴあ
宮城県FM泉、ほほえみ
山形県ハーバーRADIO
茨城県FMぱるるん、FMかしま
群馬県FM OZE、FM TARO
千葉県FM べる
埼玉県フラワーラジオ
山梨県FM KOFU
新潟県FMゆきぐに、エフエム上越、FMピッカラ、RADIO CHAT、エフエム新発田※
長野県FMさくだいら
福井県ラジオあいらんど
岐阜県FM PIPI
静岡県Ciao!、FM Haro!、ボイスQ、マリンパル
愛知県FMおかざき、ラヴィート、やしの実、名古屋シティ FM
奈良県FMハイホー
京都府FMいかる
大阪府FM-HANAKO
兵庫県FMジャングル、FM GENKI、FMみっきい
和歌山県FMマザーシップ
島根県FMいずも
広島県FMおのみち
岡山県FMくらしき
山口県しゅうなんFM
香川県FMサン、まんでがん815
宮崎県サンシャインFM
長崎県レインボーFM
福岡県スターコーンFM
※放送局名は放送当時のもの。また当時Radikoなどのサイマル放送サービスが存在しなかった時代であり、エフエム新発田は2003年春にミュージックバードから一時的に別のCS放送局に切り替えた為その影響で新発田市民はミュージックバードか新津のFM局など別のFM局を受信しないと聴取不可となった。

なお、23:00明けにパーソナリティが「ブルース・ブラザース2000のテーマ」に乗せて全てのネット局名を紹介するが、時々失敗したり時間が足りなくなる事があった。

## 終了後の復活
番組終了から5年近く経った2009年の夏からYouTube上で復活した（表記はカタカナの「タノシマナイト」になっている）。復活に至った理由は、「番組が終わったのにいつまでも燻り続けるファンの為にもう一度たたら製鉄並に鞴（ふいご）を起こす」との事（あくまでも番組での発言で正確にはエフエム東京の番組で偶然HARRYとディレクターが番組を組む事になり復活した）。
縮小版（個人アカウントの為アップ可能データ時間に制限がある）ではあるが毎週木曜日午前0時（を目標）に事前収録したものをアップロードしている。ちなみにKOUSAKUは出ていない。
2010年4月8日、HARRYが自身のツイッターやブログで前回のアップロード（Vol.37）をもってタノシマナイトを休止する事を発表、再再復活は未定。

## 番組のアラカルト
- 放送第1回目の1曲目はSPEEDの「Go! Go! Heaven」。
- 放送中のきわどいやり取りでHARRYが「妊娠する方法は知らないが、妊娠しない方法は知っている」と発言しフッシーから副調整室ごしにバカな事言ってんじゃないよ！と突っ込まれた事がある。これは復活後第3回目でもネタにしている。
- BOWING2001というアーティストがゲスト出演した際はHARRYがボケとツッコミを繰り返したため放送時間が足りたくなり翌週のオープニングが時間が足りなくなり中途半端で終わってしまった事に対するお詫びからスタートしたこともある。
- HARRYが放送中ハクション大魔王の真似をした結果笑いをこらえられなくなったフッシーと他スタッフの大爆笑が副調整室のガラスを超え放送に乗ってしまった事がある。
- 復活後の年内最後の収録でリハーサル中にディレクターの頭上にドアの上部にある金属部品（ドアクローザー）が直撃しパニックになった事がある（HARRYは爆笑しながらも「こんなマンガのような事があっていいのか」と唖然としていた）。「鈍器のような物で殴られたようだ」と直撃の被害を受けたディレクターが言った所HARRYは加藤みどりになったり小説「バールのような物で」と発言している。この模様は2009年12月31日アップロードのおまけで視聴出来る。
- ミュージックバードの宣伝として、TOKYO FMで日曜深夜の放送休止時間帯に特別番組として放送された事がある。
- 時々、土曜日の同時間帯に放送していたあたりとしおが番組に乱入する事があった。
- 最盛期[2]には前述の「東京発のトレンディ情報発信番組」から完全に脱線したゲストやリスナーとのお笑い番組と化してしまいこの番組に影響されたリスナーが「ラジオパーソナリティ」ではなくなぜか「お笑い芸人」を志した人物がいる。[3]

## 現在
- 2019年4月現在「タノシマナイト」自体は完全に更新停止し凍結状態ではあるがHARRY自身は精力的に芸能活動をしている。（外部リンクのブログ参照。）
- 現在でも一部リスナーから再再復活を熱望する声が上がっている。